# The Electric Age
The Electric Age – siedemnasty album studyjny amerykańskiego zespołu thrashmetalowego Overkill. Wydawnictwo ukazało się 27 marca 2012 roku nakładem wytwórni muzycznych E1 Music i Nuclear Blast. W ramach promocji do pochodzącej z płyty piosenki "Electric Rattlesnake" został zrealizowany teledysk, który wyreżyserował Kevin Custer.
Nagrania zostały zarejestrowane w Gear Recording Studio w Shrewsbury w stanie Nowy Jork oraz w JRod Productions & SKH Recording Studios w Stuart na Florydzie pomiędzy wrześniem 2011 a styczniem 2012 roku.
Płyta dotarła do 77. miejsca zestawienia Billboard 200 w Stanach Zjednoczonych sprzedając się w nakładzie 6700 egzemplarzy w przeciągu tygodnia od dnia premiery.

## Lista utworów
Opracowano na podstawie materiału źródłowego.
1. "Come And Get It" - 6:18
2. "Electric Rattlesnake" - 6:20
3. "Wish You Were Dead" - 4:19
4. "Black Daze" - 3:55
5. "Save Yourself" - 3:44
6. "Drop The Hammer Down" - 6:25
7. "21st Century Man" - 4:13
8. "Old Wounds, New Scars" - 4:12
9. "All Over But The Shouting" - 5:30
10. "Good Night" - 5:37

## Twórcy
Opracowano na podstawie materiału źródłowego.
| - Bobby "Blitz" Ellsworth - wokal prowadzący - Derek Tailer - gitara rytmiczna, wokal wspierający - Dave Linsk - gitara prowadząca, wokal wspierający, inżynieria dźwięku - D.D. Verni - gitara basowa, wokal wspierający, inżynieria dźwięku - Ron Lipnicki - perkusja |  | - Jon "Jonnyrod" Ciorciari - inżynieria dźwięku - Mark Weiss - zdjęcia - Travis Smith - okładka, oprawa graficzna - Greg Reely - miksowanie, mastering |